# Colunga (kommunhuvudort)
Colunga är en kommunhuvudort i Spanien.   Den ligger i provinsen Province of Asturias och regionen Asturien, i den norra delen av landet, 400 km norr om huvudstaden Madrid. Colunga ligger 17 meter över havet och antalet invånare är 3 868.
Terrängen runt Colunga är varierad. Havet är nära Colunga åt nordost. Runt Colunga är det ganska glesbefolkat, med 42 invånare per kvadratkilometer. Närmaste större samhälle är Villaviciosa, 13,3 km väster om Colunga. I omgivningarna runt Colunga växer i huvudsak blandskog.